# Batrachyla antartandica
La rana jaspeada (Batrachyla antartandica) es una especie de anfibios de la familia Leptodactylidae.

## Distribución geográfica
Se encuentra en la Argentina y Chile.

## Estado de conservación
Se encuentra amenazada de extinción por la pérdida de su hábitat natural. Un estudio científico de 2023 predijo que, de continuar la actual tendencia climática, esta especie vería reducido su rango de distribución, amenazando seriamente su supervivencia.